# 50e Assemblée générale de l'Île-du-Prince-Édouard
La 50e Assemblée générale de l'Île-du-Prince-Édouard fut en séance du 14 mars 1963 au 14 avril. Le Parti conservateur dirigé par Walter Russell Shaw forma le gouvernement.
John R. MacLean fut élu président. Frank Myers remplace MacLean comme président en 1965.
Il y eut quatre sessions à la 50e Assemblée générale :
| Session | Début           | Fin          |
| ------- | --------------- | ------------ |
| 1re     | 14 mars 1963    | 29 mars 1963 |
| 2e      | 11 février 1964 | 16 mars 1964 |
| 3e      | 8 février 1965  | 24 mars 1965 |
| 4e      | 24 février 1966 | 7 avril 1966 |

## Membres

### Kings
| Circonscription | Membre de l'assemblée | Membre de l'assemblée               | Parti                | Conseiller | Conseiller                 | Parti        |
| --------------- | --------------------- | ----------------------------------- | -------------------- | ---------- | -------------------------- | ------------ |
| 1er Kings       |                       | John R. McLean William Acorn (1965) | Conservateur Libéral |            | Daniel J. MacDonald        | Libéral      |
| 2e Kings        |                       | J. Walter Dingwell                  | Conservateur         |            | Leo F. Rossiter            | Conservateur |
| 3e Kings        |                       | Thomas Curran                       | Conservateur         |            | Douglas McGowan            | Conservateur |
| 4e Kings        |                       | Lorne Bonnell                       | Libéral              |            | Alexander Wallace Matheson | Libéral      |
| 5e Kings        |                       | Arthur MacDonald                    | Libéral              |            | George J. Ferguson         | Libéral      |

### Prince
| Circonscription | Membre de l'assemblée | Membre de l'assemblée | Parti        | Conseiller | Conseiller                         | Parti        |
| --------------- | --------------------- | --------------------- | ------------ | ---------- | ---------------------------------- | ------------ |
| 1er Prince      |                       | Prosper Arsenault     | Libéral      |            | Robert Campbell (en)               | Libéral      |
| 2e Prince       |                       | George Dewar          | Conservateur |            | Robert A. Grindlay                 | Conservateur |
| 3e Prince       |                       | Henry W. Wedge        | Conservateur |            | Keith S. Harrington                | Conservateur |
| 4e Prince       |                       | J. George MacKay      | Libéral      |            | Frank Jardine                      | Libéral      |
| 5e Prince       |                       | Hubert B. MacNeill    | Conservateur |            | Lorne Monkley Alex Campbell (1965) | Conservateur |

### Queens
| Circonscription | Membre de l'assemblée | Membre de l'assemblée | Parti        | Conseiller | Conseiller          | Parti        |
| --------------- | --------------------- | --------------------- | ------------ | ---------- | ------------------- | ------------ |
| 1er Queens      |                       | Frank Myers           | Conservateur |            | Walter Russell Shaw | Conservateur |
| 2e Queens       |                       | J. Philip Matheson    | Conservateur |            | Lloyd MacPhail      | Conservateur |
| 3e Queens       |                       | Andrew B. MacRae      | Conservateur |            | J. Russell Driscoll | Conservateur |
| 4e Queens       |                       | J. Stewart Ross       | Libéral      |            | Harold P. Smith     | Libéral      |
| 5e Queens       |                       | J. David Stewart      | Conservateur |            | M. Alban Farmer     | Conservateur |